# Deflorita parallela
Deflorita parallela är en insektsart som beskrevs av Andrej Vasiljevitj Gorochov 2004. Deflorita parallela ingår i släktet Deflorita och familjen vårtbitare. Inga underarter finns listade i Catalogue of Life.